# Józef Kustroń
Józef Rudolf Kustroń (Stryj, 16 ottobre 1892 – Ułazów, 16 settembre 1939) è stato un generale polacco, già distintosi come ufficiale nel corso della prima guerra mondiale, in quello della guerra polacco-ucraina e poi nella guerra sovietico-polacca.  Durante il colpo di stato del maggio 1926 si schierò dalla parte dei golpisti del maresciallo Józef Piłsudski. Era considerato non solo un comandante di talento, ma anche una mente eccezionale della sua epoca. Era un erudito, amava i libri, conosceva la filosofia e la politica, ed era appassionato di studi religiosi. Nell'ottobre 1935 fu nominato comandante del 21ª Divisione fanteria da montagna che diresse in guerra dal 1 al 16 settembre. Insignito tre volte dell'Ordine Virtuti militari.

## Biografia
Nacque a il Stryj, Impero austro-ungarico, 16 ottobre 1892, figlio di Andrzej e Magdalena Fedoryk. Trascorse la sua giovinezza a Nowy Sącz, dove si era stabilita la sua famiglia in quanto il padre aveva trovato lavoro come caposquadra caldaie nelle officine ferroviarie. Si diplomato prima scuola secondaria di secondo grado Jan Długosz di Nowy Sącz, dove fece parte di organizzazioni indipendentiste polacche illegali, inclusa, nel 1904, l'Unione giovanile polacca "Zet", e ne organizzò altre lui stesso. Nel 1910 iniziò a studiare diritto e filosofia all'Università Jagellonica di Cracovia. Nel 1912 si unì all'Associazione paramilitare dei fucilieri polacchi Związek Strzelecki. Parallelamente ai suoi studi universitari, ha studiato anche all'Accademia di Commercio.
Dopo lo scoppio della prima guerra mondiale, si unì alla Legione polacca e divenne comandante di plotone nel 4° Battaglione del 2° Reggimento fanteria, inviato al fronte contro l'Impero russo. Con lui, il 1° ottobre, si recò sul fronte russo nei Carpazi orientali. Prese parte alle battaglie nella contea di Marmorosh Sziget (oggi Romania settentrionale) e nella Galizia orientale. Dopo due settimane di combattimenti, il 2° Reggimento fanteria attraversò i Carpazi lungo la famosa "Strada delle Legioni", scacciò i russi da Nadwórna e il 29 ottobre combatté la sanguinosa battaglia di battaglia di Mołotków. Rimasto gravemente ferito, dopo le cure in ospedale a Budapest ritornò al fronte assumendo il comando della 2ª Compagnia del 4º Reggimento fanteria. Nell'inverno e nella primavera del 1916 il fronte voliniano si congelò su Styr e Stochod. Per oltre sei mesi, da metà novembre 1915 al luglio 1916, la vita di prima linea del reggimento si svolse in condizioni di guerra di trincea. Negli ultimi giorni di settembre 1915 e all'inizio di ottobre, il 4º Reggimento fanteria dovette affrontare forti attacchi da parte dei russi vicino a Košice e mantenne questa posizione per diverse settimane. Il 6 luglio 1916, il 4º Reggimento fanteria lasciò le sue posizioni vicino a Optów sotto la pressione delle truppe di Brusilov.
Alla fine del 1916 fu nominato aiutante di campo del 2º Reggimento di Fanteria. Durante il servizio nelle Legioni fu promosso al grado di portabandiera (29 settembre 1914), sottotenente (5 novembre 1914), tenente (25 giugno 1915) e capitano (1 novembre 1916). Dopo la crisi del giuramento dell'estate del 1917, il 15 novembre lasciò l'esercito, prendendo formalmente un congedo.  Dal 1917 fu attivo nell'Organizzazione Militare Polacca clandestina. Dal 31 ottobre 1918 partecipò al disarmo dei soldati austriaci a Cracovia.
Dopo che la Polonia riconquistò l'indipendenza, dal novembre 1918 entrò a far parte del rinato esercito polacco. Dal gennaio 1919 lavorò presso il Ministero degli Affari Militari e in incarichi di stato maggiore. Durante la guerra sovietico-polacca, dal luglio 1920, per conto del Comando Supremo, in qualità di tenente colonnello, diresse il trasporto ferroviario militare e l'evacuazione ferroviaria verso ovest. Per i suoi servizi durante la guerra polacco-sovietica, nel 1923 fu insignito della Croce d'argento dell'Ordine Virtuti militari.
Il 3 maggio 1922 fu promosso al grado di tenente colonnello con anzianità dal 1 giugno 1919, assegnato al 33 Pułk Piechoty. Il 10 luglio 1922 fu confermato comandante di reggimento del battaglione di stato maggiore del 43 Pułk Strzelców Legionu Bajończyków a Dubno.  Il 18 novembre 1922 fu trasferito al 42 Pułk Piechoty a Białystok come vice comandante del reggimento.  Il 18 gennaio 1925 fu trasferito al 55 Poznański Pułk Piechoty a Leszno come comandante del reggimento.  Il 3 maggio 1926 fu promosso colonnello con anzianità dal 1 luglio 1925. Durante il colpo di stato del maggio 1926, in quanto sostenitore del maresciallo Józef Piłsudski, non permise al suo reggimento di andare in aiuto delle forze governative. Il 21 gennaio 1930 fu nominato comandante della 16ª Divisione fanteria della Pomerania a Grudziądz.  Dal 10 novembre 1931 al 15 luglio 1932 fu studente del 6° corso del Centro di studi militari superiori di Varsavia. Nell'ottobre 1935 fu nominato comandante della 21ª Divisione fanteria da montagna a Bielsko. Nell'ottobre 1938, con la divisione, partecipò all'occupazione della regione di Zaolzie, allora appartenente alla Cecoslovacchia.
Fu promosso al grado di generale di brigata con anzianità il 19 marzo 1939. A Bielsko, una città con una grande percentuale di popolazione di lingua tedesca,  fu attivamente coinvolto in attività di carattere socio-politico, economico e nazionale polacco. Fu anche presidente della filiale polacca della Western Union. Già prima dello scoppio della guerra le truppe polacche presenti in questa zona erano alle prese con il sabotaggio tedesco. Il 25 marzo 1939 il generale partecipò al primo briefing operativo dell'Armata "Kraków", durante il quale i comandanti delle grandi unità ricevettero ordini, istruzioni scritte e spiegazioni sui compiti di difesa. Dall'aprile 1939 effettuò preparativi per l'organizzazione della difesa conducendo ricognizioni e studi sul campo. Apparve più volte sul campo con gli ufficiali del suo stato maggiore, determinò il fronte della difesa, le posizioni difensive della cintura principale, determinò la necessità di fortificazioni, analizzò i piani di distruzione sul campo, visitò le unità e controllò la situazione compresa la prontezza al combattimento delle unità più avanzate di prima linea.
Durante la campagna di settembre del 1939 continuò a comandare la 21ª Divisione fanteria da montagna che faceva parte del Gruppo operativo "Bielsko" in forza all'Armata "Kraków" del generale Antoni Szylling.
Dal 1° settembre 1939 la 21ª Divisione fanteria da montagna partecipò a pesanti battaglie difensive, dopo di che, indebolita, si portò nella regione meridionale di Lublino. Il 16 settembre la divisione, nel tentativo di sfondare l'accerchiamento nemico, combatté una feroce battaglia vicino a Oleszyce con le forze schiaccianti della 45. Infanterie-Division. Circa alle 14:00, nella foresta tra Koziejówka e Ułazów, rimase ucciso mentre partecipava ad un attacco nel tentativo di sfondare le linee nemiche. Fu sepolto prima del mezzogiorno del 17 settembre in una tomba vicino alla chiesa di Ułazów, alla presenza di un picchetto d'onore tedesco. Nel 1946 la salma fu trasferita nel cimitero di Żelichówka vicino a Lubaczów,  e il 21 dicembre 1953 la sua tomba, su insistenza della vedova del generale Aleksandra, e autorizzazione del maresciallo dell'Unione Sovietica Konstantin Konstantinovič Rokossovskij, fu spostata nel cimitero di Nowy Sącz.
Il 25 settembre 1965 a Zakopane, il brigadiere generale Mieczysław Boruta-Spiechowicz  preparò la richiesta per insignire Józef Kustroń della Croce di Cavaliere dell'Ordine Virtuti militari. La domanda fu approvata dal Ministero della Difesa Nazionale nel 1967, epoca in cui era Presidente della Repubblica di Polonia Władysław Gomułka.
Nel 2016 le tre Croci dell'Ordine Virtuti militari appartenenti al generale sono state donate dalla sua famiglia al Museo dell'Esercito Polacco di Varsavia. La Croce d'argento, assegnata per la partecipazione alla guerra del 1919-1921, fu indossata dal generale al momento della sua morte. I tedeschi tolsero la decorazione insanguinata dalla sua uniforme e la restituirono alla moglie. Tracce di sangue rimangono ancora oggi sul nastro.